# Łasicowa Czubka
Łasicowa Czubka (1461 m) lub Jasicowa Czubka – niewybitne wzniesienie w długim północno-wschodnim grzbiecie Żółtej Turni w polskich Tatrach Wysokich. Grzbiet ma długość ponad 4 km, poprzez Zadni Upłaz, Łasicowe Siodło i Łasicową Czubkę opada w widły Pańszczyckiego Potoku i Butorowskiej Wody w dolnej części doliny Pańszczyca.
Łasicową Czubkę porasta las świerkowy zwany Nowym Borem. Znana jest tylko jako miejsce na mapie. Nie prowadzi przez nią żaden szlak turystyczny, droga, ani ścieżka. Nie jest też przedmiotem zainteresowania taterników i nie wspominają o niej w swoich szczegółowych tatrzańskich przewodnikach ani Witold Henryk Paryski, ani Władysław Cywiński.